# プログレスM-34
プログレスM-34はロシア連邦が1997年、ミールの補給のために打ち上げたプログレス補給船。しかし、ミールとのドッキング試験中に船体に衝突し、ミールに重大な損害が発生した。

## 宇宙機
ミールに訪れた64機のプログレス補給船の52機目であり、プログレス-M(11F615A55)型であり、シリアル番号は234であった。EO-23でミールに滞在するクルーのための食料、水、酸素などの物資と科学研究のための装置類、ステーションの軌道補正用とマニューバ用の燃料が積まれていた。また、カーゴ内には2着の宇宙服、消火器、酸素キャンドル、ミールの生命維持装置修理支援器具などが含まれていた。

## 打ち上げ・ドッキング
1997年4月6日16時4分5秒(UTC)にバイコヌール宇宙基地1/5からソユーズ-Uで打ち上げられた。2日間の飛行の後、4月8日17時30分1秒(GMT)にミールのクバント1モジュールAftポートにドッキングした。

## 崩壊
プログレスM-34はミールから同年6月24日にドッキングを解除し、翌日のドッキング試験計画の準備を行った。翌日の25日、プログレスはミールに手動操作で再接近した。これはロシア連邦崩壊後ウクライナ側のものとなっていたクルス自動ドッキングシステムをドッキングの要素から排除することでプログレス計画の費用を減らすことを意図した試験であった。9時18分、ワシリー・ツィブリエフの操作の下、プログレスはミールのスペクトルモジュールに衝突し、太陽光パネルと船体の両方に損傷が起きた。衝突後、M-34はマニューバでステーションから離脱し、7月2日に軌道から外されて廃棄された。大気圏再突入は5時34分58秒(UTC)に行われ、6時31分50秒に太平洋上で大気圏に再突入し破壊された。

## 註
1. 1 2  “Progress M-34”. NSSDC Master Catalog.   US National Space Science Data Center. 2012年4月26日閲覧。
2. ↑  Krebs, Gunter. “Progress-M 1 - 13, 15 - 37, 39 - 67 (11F615A55, 7KTGM)”.   Gunter's Space Page. 2012年4月26日閲覧。
3. 1 2  McDowell, Jonathan. “Launch Log”.   Jonathan's Space Page. 2012年4月26日閲覧。
4. 1 2 3  Wade, Mark. “Progress M”.   Encyclopedia Astronautica. 2009年8月3日時点のオリジナルよりアーカイブ。2012年4月26日閲覧。
5. 1 2  Anikeev, Alexander. “Cargo spacecraft "Progress M-34"”.   Manned Astronautics - Figures & Facts. 2007年10月9日時点のオリジナルよりアーカイブ。2012年4月26日閲覧。
6. ↑  McDowell, Jonathan. “Satellite Catalog”.   Jonathan's Space Page. 2012年4月26日閲覧。